# Lavant (flod)

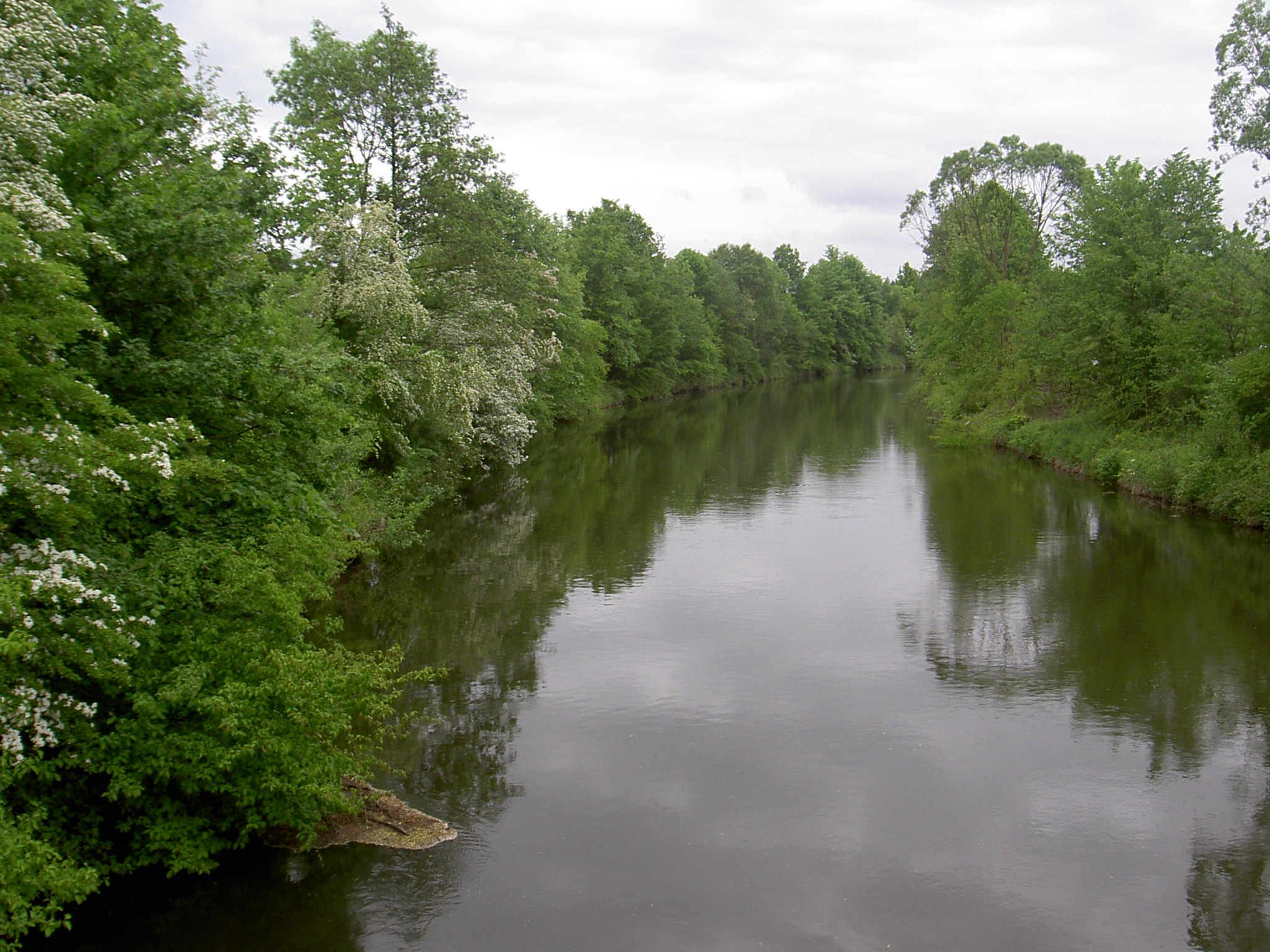
Lavant, nära St. Paul

Floden Lavant  (slovenska: Labotnica) är en 64 kilometer lång biflod till floden Drau i det österrikiska förbundslandet Kärnten. Avrinningsområdet är 969 kvadratkilometer.
Lavants källa är en liten alpsjö i Seetalalperna i Steiermark (Lavantsee) som är belägen på 2170 meter över havet. Floden som rinner söderut når efter 11 kilometer Kärnten. Där rinner den genom Lavantdalen och mynnar vid Lavamünd i Drau. Vid mynningen har Lavant en medelvattenföring på 12,5 m³/s.
Vid floden ligger städerna Bad Sankt Leonhard im Lavanttal, Sankt Andrä och Wolfsberg.